# Стенин Кедр
Стенин Кедр — посёлок в Гаринском городском округе Свердловской области России.

## Географическое положение
Посёлок Стенин Кедр муниципального образования «Гаринский городской округ» расположен в 3 километрах (по автотрассе в 3 километрах) к востоку от посёлка Гари, на правом берегу реки Сосьва (левого притока реки Тавда).

## Население
| 2002 | 2010 | 2021 |
| ---- | ---- | ---- |
| 4    | ↗9   | ↘5   |